# کامرفورشت (راینلاند-فالتس)
کامرفورشت (به آلمانی: Kammerforst) یک شهر در آلمان است که در وستروالدکرایس واقع شده‌است. کامرفورشت ۲۶۷ نفر جمعیت دارد.